# إيتو
إيتو (بالإسبانية: Jorge Delgado Fidalgo)‏ هو لاعب كرة قدم إسباني في مركز الهجوم، ولد في 21 أبريل 1992 في أفيليس في إسبانيا. لعب مع نادي باراكالدو ونومانسيا.

## وصلات خارجية
- إيتو على موقع قاعدة بيانات كرة القدم.إي يو (الإنجليزية)
- إيتو على موقع Soccerway.com (الإنجليزية)
- إيتو على موقع AS.com (الإسبانية)